# عرفان باقری (فوتبالیست‌)
عرفان باقری (زادهٔ ۲۴ آذر ۱۳۸۲ در لاهیجان) بازیکن فوتبال اهل ایران است که در پست مهاجم بازی می‌کند. او سابقه بازی در باشگاه فوتبال استقلال تهران و تیم ملی جوانان ایران را دارد و در سال ۱۴۰۳ به باشگاه فوتبال صنعت نفت آبادان پیوست.

## زندگی حرفه‌ای
عرفان باقری فوتبال را از سنین پایه در استقلال تهران آغاز کرد و حدود ۹ سال در تیم‌های پایه این باشگاه حضور داشت. او بارها در رده‌های مختلف سنی عنوان آقای گل مسابقات پایه تهران را به دست آورد. باقری در سال‌های اخیر با وجود حواشی رسانه‌ای، با قراردادی رسمی به عضویت تیم بزرگسالان استقلال درآمد و در تمرینات زیر نظر ریکاردو ساپینتو حضور یافت.
او پس از مدتی درگیری‌های انضباطی و رسانه‌ای، از استقلال جدا شد و در سال ۱۴۰۳ به باشگاه فوتبال صنعت نفت آبادان پیوست.

## تیم ملی
باقری سابقهٔ دعوت به تیم ملی فوتبال جوانان ایران را دارد و در اردوها و مسابقات رسمی در این سطح حضور داشته‌است.

## افتخارات
- حضور بلندمدت در تیم‌های پایه استقلال تهران (۹ سال)
- آقای گل رده‌های پایه تهران در ۷ فصل (نیازمند تأیید دقیق آماری)

## حواشی
عرفان باقری بارها در رسانه‌ها به‌عنوان بازیکنی با استعداد اما دارای چالش‌های انضباطی معرفی شده‌است. او با لقب‌هایی مانند «یاغی کوچک استقلال» در رسانه‌ها شناخته شده و پس از ابراز ندامت، مجدداً تلاش کرده است تا مسیر حرفه‌ای خود را بازسازی کند.